# Héros byronien

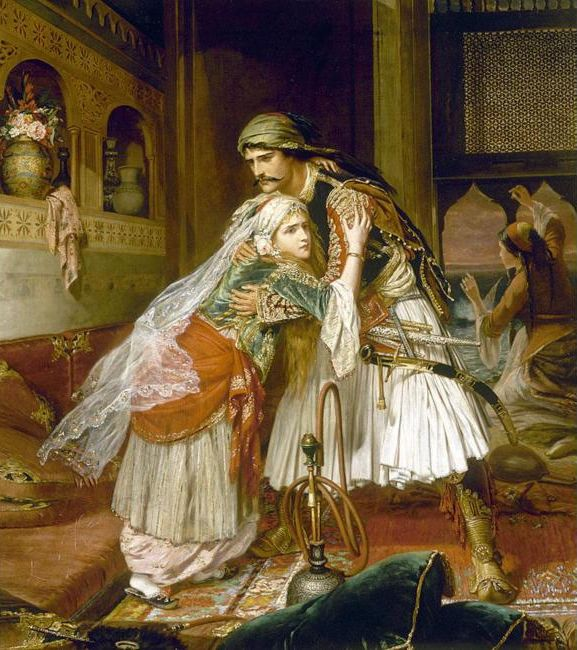
Charles Wynne Nicholls, La séparation de Conrad et Medora, Le Corsaire.

Le héros byronien (Byronic Hero en anglais) est l'archétype du héros romantique créé par Lord Byron, dont Childe Harold est le premier exemple, et que l'on retrouve dans d'autres poèmes tel Le Corsaire, Lara ou Manfred.

## Caractéristiques
Le héros byronien est un personnage désabusé, à la fois malheureux et sulfureux, en rébellion et rejeté par la société de son temps. Il apparaît pour la première fois en 1813 dans Childe Harold, devenant le prototype du héros romantique.
Le personnage de Conrad dans The Corsair offre l’occasion à Lord Byron d’approfondir ses caractéristiques : ténébreux et amer, ricanant et dédaigneux, cachant sous une apparence de froideur les passions qui le rongent : « Alors se découvrent, dans chaque expression des traits, les mouvements du cœur, qui se manifestent dans toute leur force sans s'éteindre ; cette lutte convulsive — qui s'élève ; — ce froid de glace ou cette flamme qui brûle en passant, sueur froide sur les traits, ou abattement soudain sur le front. » Et, plus loin : « Regarde — comment ce cœur solitaire et flétri consume la pensée déchirante d'années maudites ! »
Comme Childe Harold c’est un personnage de proscrit, méprisé par les hommes : « Il savait qu'il était détesté ; mais il savait aussi que ceux qui le haïssaient rampaient devant lui et le redoutaient. Solitaire, farouche, étrange, il vivait exempt pareillement de toute affection et de tout mépris. »
Et pourtant, son cœur n’est pas totalement glacé, il éprouve un amour partagé pour une femme, Medora, à laquelle il reste fidèle, et « le crime lui-même n’avait pu éteindre la plus aimable des vertus. »
Mais sa misanthropie n’entre pas en contradiction avec son amour pour Medora, bien au contraire : « […] mon tendre amour pour toi et ma haine pour les hommes, sont tellement confondus, que, s'ils étaient séparés, je cesserais de t'aimer lorsque j'aimerais le genre humain. »
Ce personnage sera rapidement confondu avec Lord Byron lui-même qui devra dissiper le malentendu auprès de sa future fiancée : « Sauf dans d'occasionnels accès de mélancolie, je me considère comme un personnage très facétieux […] Personne ne rit plus que moi. » À tel point que Walter Scott dira, en 1816, au moment de la disgrâce sociale ayant suivi sa séparation tumultueuse de son épouse, que Byron s'est transformé en son personnage (« Childe Harolded himself »), comme si son imagination avait pris le pas sur sa vie .
À partir de 1819, lord Byron abandonne ce personnage pour créer un héros plus léger dans son épopée sarcastique Don Juan.

## Postérité
Dans sa nouvelle, Le Vampire, publiée en 1819 dans le New Monthly Magazine, qui reprend un brouillon de Byron écrit à la villa Diodati à l’été 1817, John William Polidori s'inspire pour son personnage de lord Ruthven et du héros byronien, dans une version maléfique, et de lord Byron tel qu’il le percevait. C’est un homme à la beauté froide : « Malgré la pâleur mortelle de son visage que ne coloraient jamais ni l’aimable incarnat de la pudeur, ni la rougeur d’une vive émotion, la beauté de ses traits fit naître à plusieurs femmes coquettes le dessein de la captiver ou d’obtenir de lui au moins quelques marques de ce qu’on appelle affection. » Il a par ailleurs le vice contagieux, son « caractère profondément dépravé » et « ses talents pour la séduction » le rendant « dangereux pour la société ».
Ce personnage de lord Ruthven créé par Polidori fut repris tout au long du XIXe siècle, que ce soit au théâtre ou à l’opéra, offrant au héros byronien une riche postérité.

### Source
- Œuvres complètes de lord Byron, traduction de Benjamin Laroche, 1847